# Paglietta

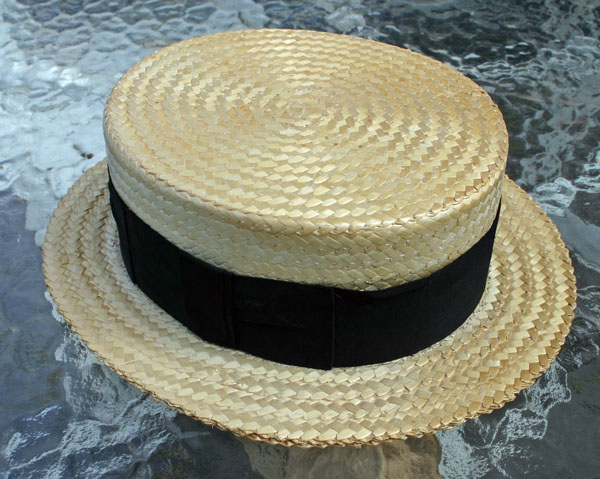
Una paglietta

La paglietta, chiamata magiostrina in Lombardia è un tipo di cappello di paglia, dalla cupola dritta e piatta, e dalla falda circolare, rigida e corta. Spesso la cupola è circondata da un nastro.

## Descrizione
È un copricapo principalmente maschile, che annovera fra i suoi "indossatori" più celebri Maurice Chevalier, Italo Svevo, Odoardo Spadaro, Nino Taranto e Gabriele D'Annunzio. Dagli anni venti entrò a far parte della moda femminile e fu adottato come parte della uniforme estiva dei collegi femminili britannici.

## Utilizzo
Il suo utilizzo veniva spesso associato allo sport del canottaggio, come parte della divisa, al punto che spesso veniva chiamato anche cappello alla canottiera fra il XIX secolo e il XX secolo. Diffuse sono anche le varianti inglese e francese del nome, rispettivamente "boater" e "canotier".
Nell'ambito della moda maschile estiva è stato per lungo tempo un accessorio indispensabile, indossato a partire dal mese di maggio (da qui il nome di "magiostrina") e dismesso tassativamente alla prima vendemmia.
Una curiosità: tra la fine dell'800 e l'inizio del '900, a Napoli, gli avvocati venivano bonariamente definiti "pagliette".